# Volodîmîrivske, Zaporijjea
Volodîmîrivske (în ucraineană Володимирівське, în germană Kronsweide) este localitatea de reședință a comunei Volodîmîrivske din raionul Zaporijjea, regiunea Zaporijjea, Ucraina. Satul a fost locuit de germanii pontici.   

## Demografie
Componența lingvistică a localității Volodîmîrivske
     Ucraineană (72,3%)
     Rusă (27,53%)
     Alte limbi (0,17%)
Conform recensământului din 2001, majoritatea populației localității Volodîmîrivske era vorbitoare de ucraineană (72,3%), existând în minoritate și vorbitori de rusă (27,53%).